# 시행착오
시행착오(試行錯誤, 영어: trial and error)는 문제 해결의 중요한 방식의 하나이다. 인간 또는 동물이 학습을 하는 방식 중의 하나로서 자신의 행동으로 인해 벌어질 결과를 미리 예측하지 못하는 상태로 여러 가지 행동을 하다가 각각의 행동이 성공하거나 실패하는 결과들을 통해 인과관계를 추론하여 학습하는 것을 의미한다.

## 개요
학습심리학의 창시자라고 불리는 손다이크(A. H. Thorndike)가 제창한 개념이다. 손다이크는 고양이를 상자 속에 넣고 제발로 고리를 열고 나올 때까지의 시간을 재어 이를 되풀이하는 동안에 소요시간이 단축되는 것을 확인하는 실험을 했다.
새로운 환경문제에 직면할 때 개체는 자기가 나타낼 수 있는 반응을 하나씩 아무렇게나 시험해 보면서 그 문제를 해결하려고 한다. 이러한 반응 가운데는 결과적으로 해결책을 가져다 주는 것도 있고 또 실패로 끝나는 것도 있다. 어떻든 여러 가지 방법을 시험해 보는 중에 해결책이 나타나는 일이 많다. 이러한 시험을 '시행착오'라고 한다.
의도적으로 시행착오를 거듭하면 차차 필요 없는 행동을 하는 횟수가 줄어들고 마침내는 정확한 행동을 무리 없이 할 수 있게 된다. 즉 효과(效果)의 법칙에 의해 옳은 행동을 틀린 행동에서 선택, 학습하게 되는 것이다. 시행착오는 동물 사이에서뿐 아니라 인간에게서도 주요하게 확인해볼 수 있다. 문제가 어려워 해결의 전망이 서지 않을 때에는 아무렇게나 또는 전략적이거나 논리적으로 시행착오를 시도하고 그 결과 중간에서 가능성을 얻음으로써 점차적으로 문제 해결(Problem solving)에 도달하는 예가 많다.

## 효과의 법칙
손다이크는 퍼즐 상자의 고양이 연구를 통해서 동물의 시행착오라는 학습능력이 효과의 법칙(Law of effect)으로 작용하는 것을 확인하였다. 이는 이후 버러스 프레더릭 스키너의 도구적 조건형성이론에 영향을 주었다. 스키너는 이전 행동의 결과에 따라 자유 의지로 여길만한 심리적 요인을 제시하였다. 결과가 나쁘면 조치가 반복되지 않을 가능성이 높으며 결과가 좋으면 행동이 반복될 확률이 높아진다. 스키너는 이것을 강화의 원리라고 불렀다.
한편 손다이크의 효과의 법칙의 표현은 다음과 같다.
{\displaystyle {\text{행 동 량 }}=f\left({\text{효 과 }}\right)}
이후 논문에서 리차드 헌스타인(Richard Herrnstein)은 응답 속도(B)와 강화 속도(Rf) 사이의 양적 관계를 다음과 같이 제안한바있다.
{\displaystyle B={{kR_{f}} \over {R_{f_{0}}+R_{f}}}}

## 같이 보기
- 고전적 조건형성